# Nora Fisher McMillan
Eleanor (Nora) Fisher (1908-2003) fue una naturalista, y escritora norirlandesa. Primera de las dos hijas de Ernest y Janet Fisher, nació en Belfast el 16 de marzo de 1908, reconocida la mayor experta autodidacta en historia natural, especialmente conquiliología, especializándose en Mollusca posglaciar de agua dulce, y con amplios intereses académicos en historia natural, geología y otras áreas, así como botánica amateur,  naturalista e historiadora local. Una escritora prolífica, con más de 400 publicaciones.
Se mudó a Liverpool en 1933; y, con una breve interrupción debido a casarse en 1937, trabajó en el Museo Liverpool hasta su jubilación en 2000, con 92 años. Por el tiempo de su deceso en 2003, se había convertido en casi el último vínculo directo con dos generaciones de irlandeses y británicos conquiliólogos victorianos, trayendo distinción a tales temas científicos a través de su investigación personal y campo de recolección. Largamente autodidacta, se le confirió un MSc honorario por la Universidad de Liverpool en 1991. Presidenta de Conchological Society de Gran Bretaña e Irlanda, y elegida miembro de la Academia irlandesa Real en 1970. Recibió un MBE por su obra en 1992.

## Carrera científica
Educada de niña, en Irlanda, por institutrices; y, en colegios privados, más tarde enviada al Liverpool College for Girls en Huyton. Adolescente, sufrió de fiebre tifoidea, haciendo terminar su educación formal. Aun así su interés en conchas había sido fomentado por visitas de verano a la playa en Millisle, desde sus seis años y, animada por un amigo familiar, H.C. Lawlor, quien le presentó al fotógrafo y malacólogo Robert Welch,  uniéndose al Belfast Naturalists' Club de Campo. Allí comenzó su carrera, en la Sección Juvenil, donde obtuvo un buen conocimiento de los animales marinos y de las fanerógamas. Durante los años 20 su conocimiento creciente en conquiliología fue consolidado por Welch y otros miembros prominentes del club del campo tales como Robert Lloyd Praeger, el geólogo J. K. Charlesworth, y especialmente Arthur Stelfox, con una importante influencia.
De 1929 a 1933, Nora trabajó en el Belfast Museo Municipal, donde fue activa en censar la distribución local de plantas y animales. Se mudó a Liverpool en 1933,  uniéndose al Museo de Liverpool, curando su colección conquiliológica y trabajando en particular en sus fósiles. Dejó su trabajo, en 1937, cuándo se casó con William McMillan, un cirujano dental local. De 1938 a 1956, ocupó dos puestos, a tiempo parcial, en el Departamento de Geología; y, en la Escuela de Odontología de la Universidad de Liverpool, regresando al Museo de Liverpool a tiempo completo a partir de 1956. En 1973, redujo a tiempo parcial en el Museo de Liverpool, una respetada curadora, investigadora y autora, y finalmente se retiró en 2000 a la edad de 92 años, aunque siguió siendo demandada por su experiencia.
Nora curó la colección británica de Mollusca de especies marinas del Museo Liverpool, de 1950 hasta 2000. En 1941 un fuego devastó el Museo Liverpool y mucho se perdió. Entre las colecciones supervivientes se hallaban conchas de oliva y whelks reunidas por el conquiliólogo F. P. Marrat, quien describió muchas especies nuevas para la ciencia en el siglo XIX, y de quien Nora escribió un libro, Frederick Price Marrat, 'conchologist, Etc.' para el Museo Liverpool en 1985. Una pequeña parte de la enorme colección conquiliológica H.C. Winckworth British Marine también se salvó, y sigue siendo el principal componente de la colección británica de especies marinas de moluscos. Pero fue la influencia de Nora McMillan la que persuadió a varios conquiliólogos para que pasaran sus colecciones al museo, y así nuevamente tuviera una de las mayores colecciones regionales, con buena representación de grupos populares.  Nora McMillan viajó ampliamente por Europa, al lago Chad en África, Australia y Nueva Zelanda; y fue sola a recolectar conchas en una estación ballenera del océano Ártico, a principios de los años 70.
En 2000 una especie de molusco, Chrysallida macmillanae, lleva su epónimo.
Durante unos años Nora emprendió una investigación sobre la carrera del Dr. Cuthbert Collingwood FLS, el naturalista británico, que trabajó en Liverpool en las décadas de 1850 y 1860. Nora publicó su trabajo como Picture Quiz: Cuthbert Collingwood (1826-1908) en The Linnean 17, 9-20 de junio de 2001 junto con la correspondencia entre el Dr. Collingwood con Mrs Brigit Sanders (una descendiente de un hermano del Dr. Collingwood). Posteriormente, depositó sus documentos de investigación sobre el Dr. Collingwood en la Universidad de Liverpool.

## Vida personal
Nora McMillan vivió la mayoría de su vida en el búngalo, ‘The Nook (El Recoveco), en Bromborough, Wirral, conmutando al museo en Liverpool. Su marido fallece en 1954; permaneciendo en la casa otro medio siglo hasta su muerte en 2003. La casa se apoyó en la reserva natural de Dibbinsdale, cuya flora y fauna registró durante más de sesenta años. Conocida por muchos como "La señora Mac", vivía en un caos rodeado de montones de papeles y libros en cada piso, mesa y cualquier otra superficie. Además, rescataba decenas de gatos callejeros. Durante muchos años mantuvo cabras que solían caminar por el barrio.
Gran parte de su vida personal era una extensión de sus intereses académicos, y escribió prolíficamente sobre muchos temas, incluyendo la historia local; y era miembro de la Sociedad de Bromborough. Una ávida coleccionista de libros relacionados con la historia natural y la historia local, en 1980 presentó a la Biblioteca de Zoología del Museo de Historia Natural de Londres con una colección de sus artículos.
Nora McMillan fue entrevistada por Julia Nunn y el Dr. Peter Crowther del Museo Ulster, en el año final de su vida, sobre su primera época en Irlanda del Norte. La entrevista aparecida en la edición de julio de 2006 Mollusc World, la revista de la Sociedad Conquiliológica de Gran Bretaña e Irlanda. Los planes para entrevistarla sobre su tiempo en Liverpool se cortaron por su muerte.

## Algunas publicaciones
Nora escribió sobre zoología, botánica e historia local, con 400 publicaciones a su nombre. Muchos de sus escritos eran notas y papeles cortos, en varias publicaciones inglesas e irlandesas. Su primer artículo publicado, en 1926, en la revista irlandesa Naturalists' Journal (1:69-70) en ‘Piddocks (Pholas) en Greenisland, Belfast Lough', y otros dos en la misma revista en el mismo año ‘Living sea horse (Hippocampus) en Greenisland, Belfast Lough' (1:70) y ‘Helicella itala de County Down' (1:91). El siguiente es una selección ilustrativa y dista mucho de ser exhaustiva.
- On the occurrence of Pliocene shells in Wicklow (Proc. Liverpool Geol. Soc. 17, 255-266, plate), is an interesting contribution to the study of fossils in that area of Ireland.[8]

- The Natural History of Lough Foyle, North Ireland (Proc. Royal Irish Academy, 54, 67-96), con Ranald MacDonald is a full-scale survey of that inland lake.[9]

- James Stuart Francis Fraser Mackenzie (1845–1927) and his natural history books (Arch. Nat. Hist. 21:3, 415-416) memorializes a forgotten Colonel and botanist, one of whose books is named Wild Flowers and How to Name Them at a Glance without Botany.[10]

- [11]

Incluso a finales de la década de 1990, todavía estaba enviando artículos a la Irish Botanical News, en este caso sobre los libros de botánica que había heredado de Arthur Wilson Stelfox, el arquitecto y naturalista nacido en Belfast que escribió muchos artículos sobre botánica, malacología y entomología. Sus artículos se referían a marginales interesantes que Stelfox había añadido, mostrando su interés por la historia de la historia natural.
Publicó dos libros: British Shells (Conchas británicas) (1968), y Observer's Book of Seashells of the British Isles (Libro del Observador de Conchas de las Islas Británicas) (1977).